# Austrochaperina adelphe
Austrochaperina adelphe es una especie  de anfibios de la familia Microhylidae.

## Distribución geográfica
Se encuentra en Australia.